# Johann Baptist Schenk
Pour les articles homonymes, voir Schenk.
Johann Baptist Schenk (né à Wiener Neustadt le 30 novembre 1753 et mort à Vienne le 29 décembre 1836) est un compositeur autrichien de la période classique.
Schenk fut l'élève de Georg Christoph Wagenseil qui lui enseigna la composition musicale. Ses symphonies furent jugées très honorablement par Joseph Haydn mais c'est dans le genre du Singspiel qu'il laissa ses plus grandes réalisations, dont Der Bettelstudent, Der Faßbinder et surtout Der Dorfbarbier, en 1796.

Succédant un temps à Haydn, Schenk fut le professeur de Ludwig van Beethoven en 1793 et fut lié à ce dernier par de solides liens d'amitié, comme en témoigna cette phrase tirée de son autobiographie : 

« Pour ma peine (si on peut parler de peine), je reçus de mon bon Ludwig un présent précieux, le lien solide de l'amitié qui ne s'est pas relâché jusqu'à sa mort. »